# 千徳城
千徳城（せんとくじょう）は、岩手県宮古市千徳町にあった日本の城。一戸千徳氏の居城として知られる。

## 歴史
千徳城は、陸奥国閉伊郡千徳村に所在した。遺領争いをきっかけに分裂した閉伊氏の内、閉伊川より北の地を領有した河北閉伊氏によって14世紀後半に築城されたとする説が一般的である。室町時代に至って閉伊氏一族は著しく衰え統一を欠いた結果、南部氏一族の一戸氏の進出を許すこととなり、千徳城には閉伊氏の後南部氏の目代として一戸千徳氏が入り、城を拡張したと考えられている。千徳氏は城主であった千徳政氏の代に浅瀬石城に移ったため、千徳城は一族の一戸孫三郎が守った。
千徳城は近内川と神田沢を境とする千徳町の北側丘陵部であり、城跡の主要部は千徳沢の東側と推定され、近内川と閉伊川が合流する河港を城下として発達したものと思われる。
天正20年（1592年）、城主一戸（千徳氏）孫三郎が文禄の役に従い九州名護屋へ出陣の留守中、南部氏によって千徳城は田鎖城とともに破却されて、「諸城破却令」書上には「千徳 山城破 一戸孫三郎 持分 唐之供 留守甲斐守」とある。それと同時に、それ以降、千徳氏の名は史上から消息不明となる。